# Marion Séclin
Marion Séclin, également dite Mady, est une actrice, vidéaste web, chroniqueuse, scénariste, chanteuse et militante féministe française, née le 8 avril 1990 à Paris.

## Biographie
Marion Séclin étudie l'art dramatique à l'école Claude Mathieu, à Paris. En 2011, elle rencontre Jérôme Niel qui lui propose ensuite de travailler avec lui. Elle rejoint ensuite le collectif Studio Bagel, pour lequel elle écrit et elle joue, ainsi que le webzine féminin Madmoizelle, pour lequel elle réalise des tutoriels humoristiques et des vidéos féministes pendant quatre ans,. Avant 2018, elle ne dispose pas de sa propre chaîne YouTube, préférant s'associer à des projets en équipe qui disposent déjà de leur propre audience,. Elle fait ainsi des apparitions comme comédienne ou autrice dans Martin, sexe faible, dans Parlons peu, mais parlons !, plusieurs vidéos du Studio Bagel, de la chaîne Unicon ou du site Madmoizelle.com.
Elle se revendique féministe,, et, sur le site madmoiZelle, publie des vidéos engagées, comme T'es féministe mais… tu suces ?, puis publie T'as été harcelée mais… t'as vu comment t'étais habillée ?, portant sur le harcèlement de rue. Cette dernière vidéo suscite la polémique, et un vidéaste d’extrême droite de la plateforme YouTube, Le Raptor dissident, publie une vidéo où il critique la « généralisation » de ses propos et lui reproche de comparer « l’approche désintéressée et la drague de rue au harcèlement de rue » à la suite du propos de Marion Séclin : « Ce n'est pas à toi de décider où et quand tu fais un compliment à une inconnue »,. À la suite de cette vidéo critique, Marion Séclin subit une campagne de harcèlement en ligne,, ou « raid » en juin 2016. Elle dit avoir reçu plus de « 40 000 messages » contenant des injures sexistes, des menaces de mort et de viol,.
À partir de la rentrée 2016, Marion Séclin présente une chronique sur l'actualité d'internet dans l'émission télévisée Actuality présentée par Thomas Thouroude sur France 2,. Fin novembre 2017, elle interviewe en anglais Rian Johnson, le réalisateur de Star Wars, épisode VIII : Les Derniers Jedi, pour Madmoizelle, dans le cadre de la sortie du film. La vidéo est publiée le 9 décembre 2017 sur YouTube.
La vidéaste lance sa chaîne YouTube en janvier 2018. Elle apparaît dans le clip vidéo de la chanson Les Passantes de Georges Brassens, réalisé par Charlotte Abramow et diffusé le 8 mars 2018, le jour de la Journée internationale des droits des femmes.
Le 6 avril 2020, elle participe à la campagne numérique #EnsembleSurInternet de MALD agency pour lutter contre toutes les discriminations et la haine sur Internet pendant le premier confinement national de la Covid-19 avec les associations UEJF, Urgence Homophobie, STOP Homophobie, SOS Racisme et Cool Kids Féministes et 16 autres personnalités,.
Le 6 octobre 2021, la plate-forme de VOD Netflix annonce sur son compte Instagram que, le 17 novembre 2021, Christmas Flow, la première série française liée à la période de Noël, sera diffusée. Réalisée par Nadège Loiseau, et Henri Debeurme, la série met en scène Marion Seclin, aux côtés de Shirine Boutella, Tayc, Camille Lou, Aloïse Sauvage et Walid Ben Mabrouk.

## Polémique
En novembre 2024, elle publie une vidéo où elle montre "une façon de porter le foulard", en disant que "c'est à ça que ça sert à la base", sans donner plus d'explications. Cette remarque est interprétée par certains comme une critique implicite du port du hijab, suscitant des accusations d'islamophobie et un appel au désabonnement massif. La vidéo est rapidement supprimée. Elle est critiquée pour son manque de compréhension des « problématiques des femmes racisées ».
Suite à la polémique, Marion Seclin a publié un message sur son compte Instagram en expliquant avoir voulu se moquer des tendances de "tutos longs", notamment sur les réseaux sociaux. Elle estime que ses mots "ont été détournés et interprétés de manière absurdes et choquantes".  

## Filmographie
Sauf indication contraire, les informations mentionnées dans cette section peuvent être confirmées par la base de données cinématographiques IMDb,  présente dans la section « Liens externes ».

### Actrice

#### Télévision
- 2013 : Le Dézapping du Before
- 2014 : Le Comité des Reprises : elle-même
- 2015 : La Théorie des Balls : caméo
- 2019 : Zérostérone : Gabrielle (7 épisodes)
- 2019 : Psychiatre-E : Chris (4 épisodes)
- 2012–2020 : Le Tour du Bagel : la mère / Léa
- 2020–2021 : Clem : Clara (12 épisodes)
- 2020–2021 : Cher Journal : Vanessa
- 2023 : Irrésistible, réalisation Antony Cordier et Laure de Butler : Dina

#### Cinéma

##### Courts métrages
- 2013 : Mission 404 : Internet doit rester vivant
- 2013 : Les points noirs, ces gros bâtards
- 2014 : Je suis un écho de Alaeddine Serraoui de Lanzac : Marie
- 2017 : La Boucherie éthique du collectif Les Parasites : elle-même
- 2018 : Sunflowers de Axelle Vacher et Lou Howard : Sophie Kane

##### Longs métrages
- 2017 : Daddy Cool de Maxime Govare : Narine
- 2022 : Je vous salue salope : la misogynie au temps du numérique : Marion Séclin (documentaire). Canada. Réal. Léa Clermont-Dion, Guylaine Maroist. - Production : La Ruelle Films [22](Backlash: Misogyny in the Digital Age[23] - ENG)

#### Web-séries
- 2015 : Martin, sexe faible : Delphine
- 2015 : Parlons peu, parlons cul
- 2015 : Le Secret des balls de Slimane-Baptiste Berhoun (Frenchnerd) : caméo
- 2017 : Cocovoit
- 2019 : Abonne-toi de Guillaume Cremonese (Yes vous aime)
- 2019 : Psychiatri-e de Nathalie Sejean : Chris
- 2019 : Zérostérone
- 2021 : Christmas Flow : Alice (3 épisodes)

#### Clips
- 2016 : Aloha de Møme (avec Merryn Jeann)
- 2016 : Alive de Midnight To Monaco et Møme
- 2018 : Les Passantes de Georges Brassens, réalisé par Charlotte Abramow
- 2019 : Henchlock de The Oh Sees

#### Doublage

##### Séries télévisées
- 2002-2006 : Une famille presque parfaite : Tina Kathleen Miller (Soleil Borda)[24]
- 2012 : Revenge (saison 2) : Eve (Brianne Howey)[24]
- 2013 : Parenthood : Akio (Vyvy Nguyen)[24]

##### Séries d'animation
- 2015 : Les Kassos : Teleboubizes / Gora (voix originale)
- ? : Mickey Mouse : voix additionnelle

##### Court-métrage
- 2016 : Négatif de Tomdapi : la professeure

##### Web-vidéo
- 2017 : Voir pour comprendre, Amnesty France : Les Civils dans les conflits (épisode 5)

### Scénariste
- 2013 : Le Dézapping du Before
- 2013 : Mad Gyver (série)
- 2014 : La Friendzone
- 2014 : Le Sexe fort
- 2015 : C'est un signe
- 2016 : Scienceuses
- 2019 : Psychiatri-e
- 2021 : Diana Boss

## Émissions de télévision

### En tant que chroniqueuse
- 2016 : Actuality
- 2017 : Scientastik (France 4) de Alex Goude
- 2017 : Allons enfants, portraits d'une jeunesse qui se bouge (France 4) de Basile Roze et Cédric Leprettre